# ロシア産業貿易省
ロシア産業貿易省（ロシアさんぎょうぼうえきしょう、ロシア語: Министерство промышленности и торговли Российской Федерации、略称：Минпромторг）は、ロシアの中央省庁のひとつ。
航空機産業、造船業、軍事産業、医療・製薬業、化学工業、電子産業、金属、林業、軽工業などのあらゆる産業と貿易を管轄する。
2008年5月12日の大統領令724号をもって廃止された産業エネルギー省の後継組織として、エネルギー省と共に新設された。
初代大臣はヴィクトル・フリステンコ（2008年5月12日 - 2012年1月31日）。2012年5月からはデニス・マントゥロフが2代目大臣を務めている。